# Pinciano
Pinciano är Roms tredje quartiere och har beteckningen Q. III. Namnet Pinciano kommer av Via Pinciana. Quartiere Pinciano bildades år 1921.

## Kyrkobyggnader
- Madonna dell'Arco Oscuro
- Sacro Cuore Immacolato di Maria
- Sant'Eugenio
- Santa Maria Immacolata a Villa Borghese
- Santa Maria della Pace ai Parioli
- Santa Teresa d'Avila
- Santa Teresa del Bambin Gesù in Panfilo

## Bilder
| - Madonna dell'Arco Oscuro. - Sacro Cuore Immacolato di Maria. - Sant'Eugenio. - Santa Maria Immacolata a Villa Borghese. - Santa Maria della Pace ai Parioli. - Santa Teresa d'Avila. - Santa Teresa del Bambin Gesù in Panfilo. |